# Gabriel Thulin
Gabriel Thulin, född 22 juni 1865 i Helsingborg, död 10 oktober 1957 i Stockholm, var en svensk jurist.
Thulin avlade juris utriusque kandidatexamen vid Lunds universitet 1887, blev docent där i finansrätt, ekonomilagfarenhet och svensk rättshistoria 1890, avlade juris utriusque licentiatexamen 1893 och promoverades till juris utriusque doktor samma år. Han blev kammarråd 1893 och vid regeringsrättens tillkomst 1909 utnämndes han till regeringsråd, vilket ämbete han innehade till 1935. Thulin var ledamot av ett stort antal statliga utredningar. Åren 1913–1915 och 1923–1925 var han ledamot av lagrådet och 1909–1926 av kyrkomötet. Thulin var ordförande i Föreningen Norden 1927–1937 och i Svenska Bibelsällskapet från 1935. Han gjorde också en stor insats som preses i Samfundet Pro Fide et Christianismo 1919–1954 och i Musikaliska Akademien 1938–1943 (ledamot sedan 1926, vice preses 1932). Thulin invaldes som ledamot av Samfundet för utgivande av handskrifter rörande Skandinaviens historia 1906. Han promoverades till jubeldoktor i Lund 1943.
Gabriel Thulin var son till Olof Thulin, som var kyrkoherde i Välinge och Kattarps församlingar i Skåne,  och Fredrika Jönsson. Han var gift med Maria Janzon. Makarna var föräldrar till Folke, Gösta och Olof Thulin.

## Utmärkelser
- Kommendör av första klassen av Nordstjärneorden, 6 juni 1911.[1]
- Kommendör av andra graden av Danska Dannebrogorden, senast 1915.[2]
- Illis Quorum, 1925.